# Niels Annen

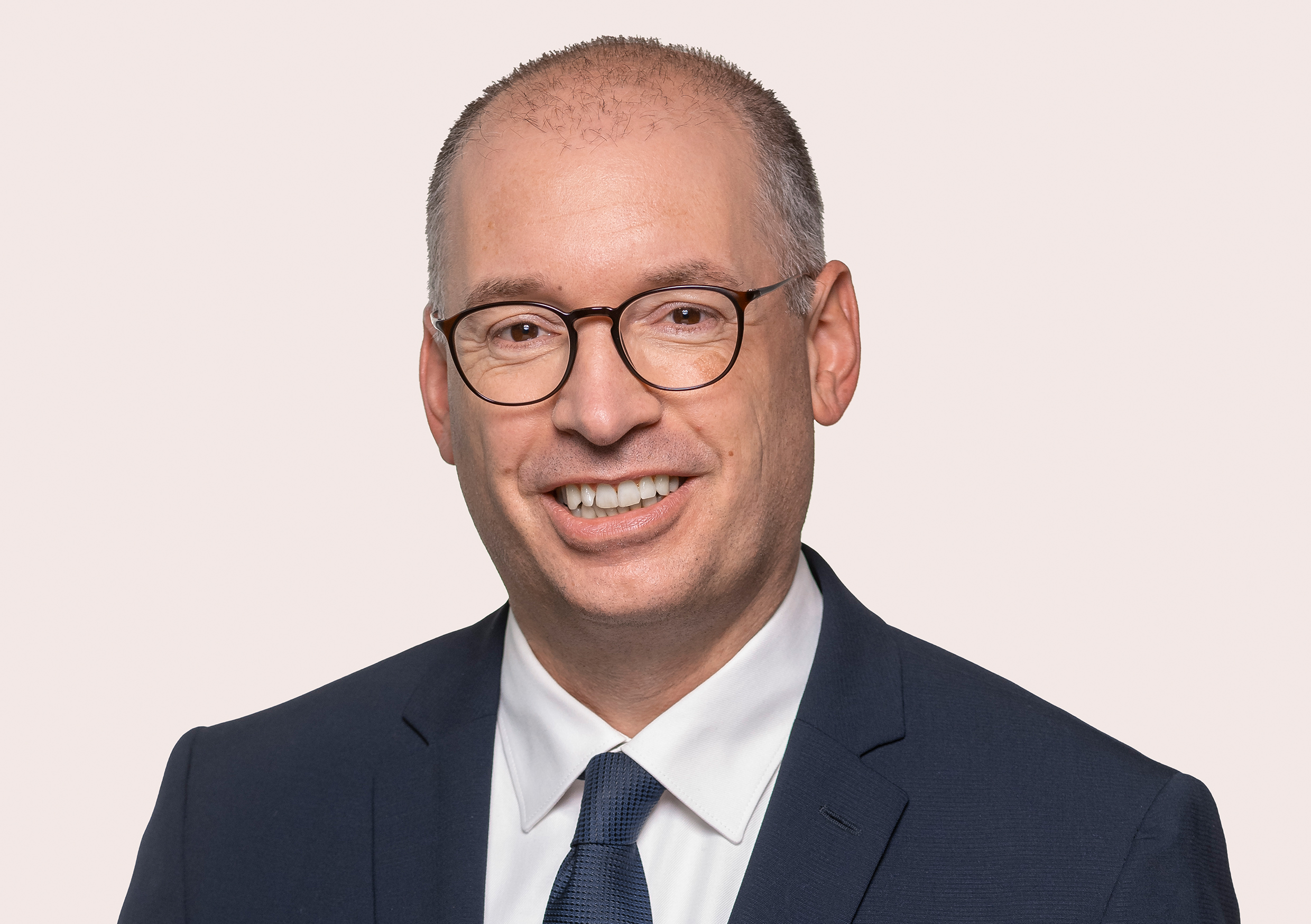
Niels Annen (2021)

Niels Annen (* 6. April 1973 in Hamburg) ist ein deutscher Politiker (SPD). Er ist seit 2025 Staatssekretär im Bundesministerium für wirtschaftliche Zusammenarbeit und Entwicklung. Von 2005 bis 2009 sowie von 2013 bis 2025 war er Mitglied des Deutschen Bundestages. Von 2018 bis 2021 war er Staatsminister beim Auswärtigen Amt und von 2021 bis 2025 Parlamentarischer Staatssekretär bei der Bundesministerin für wirtschaftliche Zusammenarbeit und Entwicklung. Er war von 2001 bis 2004 Bundesvorsitzender der Jusos.

## Leben und Beruf
Nach dem Abitur im Jahr 1992 an der Peter-Petersen-Schule in Hamburg-Wellingsbüttel leistete Annen zunächst seinen Zivildienst im Landesjugendring Hamburg ab. Ein im Jahr 1994 begonnenes Studium der Geschichte, Geographie und Lateinamerikanistik an der Universität Hamburg brach er 2008 ab, nachdem er das Latinum nicht bestanden hatte. Während des Studiums absolvierte er von 1997 bis 1998 ein Auslandssemester an der Universität Complutense Madrid. Seit dem Jahr 2006 ist er Mitherausgeber der spw – Zeitschrift für sozialistische Politik und Wirtschaft. 2010 erwarb er einen Bachelor in Geschichte und Spanisch an der Humboldt-Universität zu Berlin, wo das Latinum keine Voraussetzung war. 2009 wurde er in das Young-Leaders-Programm des deutsch-amerikanischen Netzwerks Atlantik-Brücke aufgenommen, dessen Mitglied er ebenfalls ist. Im Jahr 2011 erwarb er einen Master in International Public Policy an der Paul H. Nitze School of Advanced International Studies in Washington, D.C., wo er von 2010 bis 2011 auch als Senior Fellow beim German Marshall Fund tätig war. In den Jahren 2011 bis 2013 war er wissenschaftlicher Mitarbeiter im Referat Internationale Politikanalyse der Friedrich-Ebert-Stiftung.

## Politische Tätigkeiten

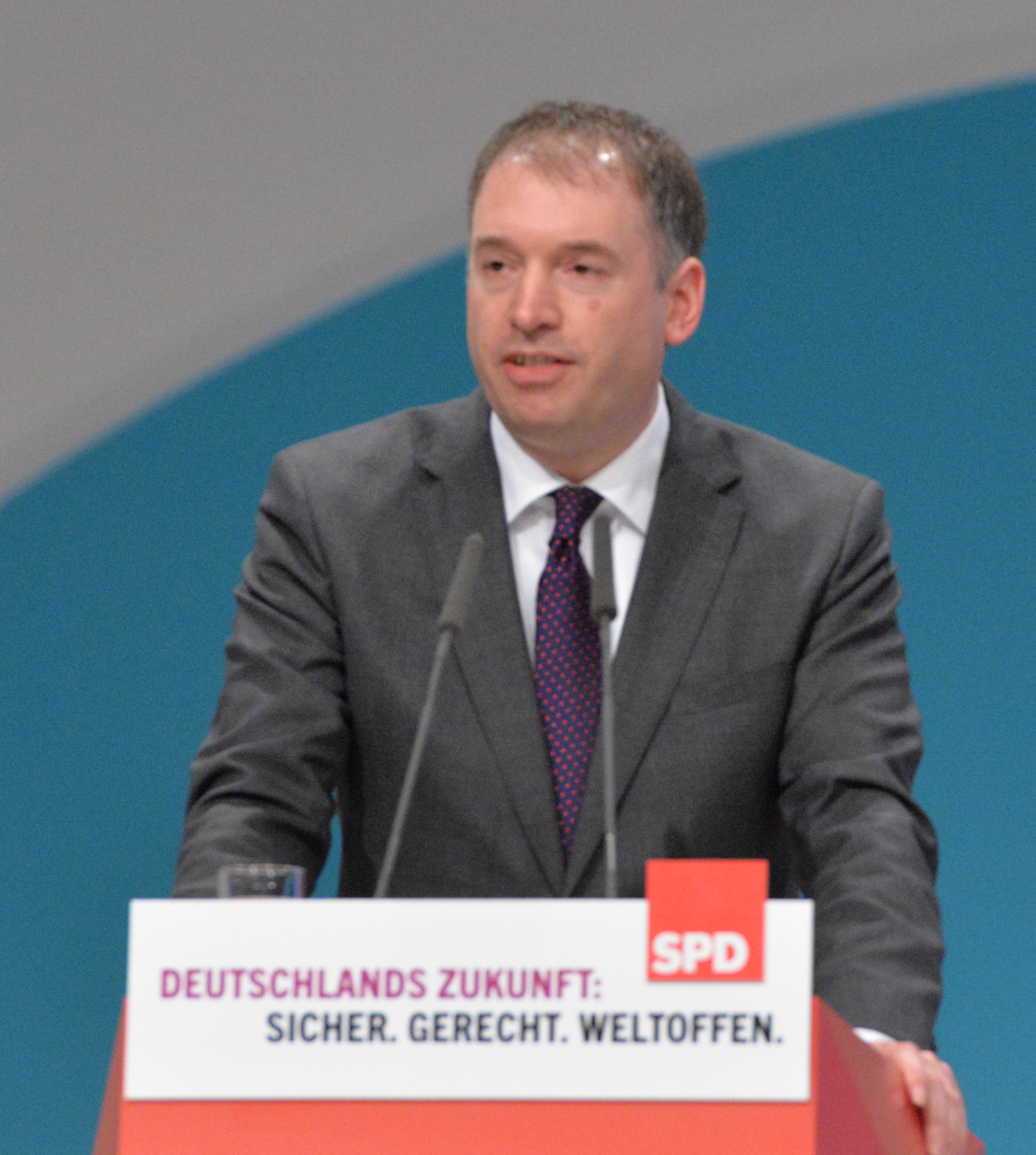
Niels Annen auf dem SPD-Bundesparteitag 2015 in Berlin

Im Jahr 1989 trat Annen der SPD bei. Er war von 2000 bis 2001 stellvertretender Vorsitzender des internationalen Zusammenschlusses der sozialistischen und sozialdemokratischen Jugendorganisationen IUSY und gehörte dem Juso-Bundesvorstand an. Von 2001 bis 2004 war er Bundesvorsitzender der Jusos. Im Jahr 2003 wurde er in den SPD-Parteivorstand gewählt, dem er bis 2019 angehörte. Aufgrund seines Juso-Vorsitzes war er zuvor bereits beratendes Mitglied des Gremiums. In den Jahren 2003 bis 2013 war Annen stellvertretender Vorsitzender des Forums Demokratische Linke 21, aus dem er 2014 austrat.
Bei der Aufstellung des Direktkandidaten für den Wahlkreis Hamburg-Eimsbüttel bei der Bundestagswahl 2005 setzte Annen sich mit 58 zu 31 Stimmen gegen Dorothee Stapelfeldt durch. Mit 45,1 Prozent der Erststimmen gewann er das Direktmandat im Wahlkreis, zudem befand er sich auf Platz 8 der Landesliste der SPD Hamburg. Als Mitglied des Auswärtigen Ausschusses des Deutschen Bundestags zählten das deutsche Engagement in Afghanistan und im Nahen Osten zu seinen Arbeitsschwerpunkten. Er war einer der drei stellvertretenden Sprecher der Parlamentarische Linken in der SPD-Bundestagsfraktion und einer der drei stellvertretenden Vorsitzenden der Deutsch-Spanischen Parlamentariergruppe.
Bei der Delegiertenkonferenz für die Wahl des Direktkandidaten im Wahlkreis Hamburg-Eimsbüttel bei der Bundestagswahl 2009 unterlag er am 15. November 2008 dem Hamburger Juso-Vorsitzenden Danial Ilkhanipour mit 44 zu 45 Stimmen. Der Delegiertenkonferenz waren erhebliche innerparteiliche Auseinandersetzungen vorausgegangen.
Für die Nominierung des Wahlkreiskandidaten bei der Bundestagswahl 2013 führte die SPD Eimsbüttel erstmals eine Mitgliederbefragung durch, bei der er sich mit 86 zu 11 Prozent der Stimmen gegen Ronald Hartwig durchsetzte. Am 12. Dezember 2012 wurde er mit 96 Prozent der Delegiertenstimmen zum Wahlkreiskandidaten gewählt. Bei der Bundestagswahl 2013 gewann er den Wahlkreis mit 37,5 Prozent der Stimmen, zudem befand er sich auf Platz 4 der Landesliste. In der 18. Legislaturperiode war er Mitglied des Auswärtigen Ausschusses sowie stellvertretendes Mitglied im Ausschuss für Wirtschaft und Energie. In den Jahren 2014 bis 2019 war er Vorsitzender der Kommission Internationale Politik der SPD. Von Januar 2014 bis März 2018 war er Sprecher der Arbeitsgruppe Außenpolitik der SPD-Bundestagsfraktion. Mit Bildung des Kabinetts Merkel IV berief ihn der neue Bundesaußenminister Heiko Maas am 14. März 2018 zum Staatsminister beim Bundesminister des Auswärtigen. Neben seinen Amtskollegen Michael Roth (Europa) und Michelle Müntefering (Internationale Kulturpolitik) war er für allgemeine außenpolitische Fragen verantwortlich.
Bei der Bundestagswahl 2017 gewann er im Wahlkreis Eimsbüttel mit 31,6 Prozent der Erststimmen erneut das Direktmandat, zudem befand er sich erneut auf Platz 4 der Landesliste.
Bei der Bundestagswahl 2021 unterlag er Till Steffen (Bündnis 90/Die Grünen) mit 29,6 zu 29,9 Prozent der Erststimmen im Wahlkreis. Stattdessen zog er über Platz 2 der Hamburger Landesliste erneut in den Deutschen Bundestag ein. Seit dem 8. Dezember 2021 war er Parlamentarischer Staatssekretär bei der Bundesministerin für wirtschaftliche Zusammenarbeit und Entwicklung, Svenja Schulze, im Kabinett Scholz. Im Zuge der Bildung des Kabinetts Merz am 6. Mai 2025 schied er aus diesem Amt aus.
Ende Juni 2024 kündigte Annen an, dass er nicht erneut zur Bundestagswahl 2025 antreten will. Am 18. September 2024 wurde bekannt, dass die Bundesregierung ihn als Hohen Flüchtlingskommissar der Vereinten Nationen nominiert hat.
Im Zuge der Bildung des Kabinetts Merz wurde er im Mai 2025 unter Bundesministerin Reem Alabali Radovan (SPD) zum Staatssekretär im Bundesministerium für wirtschaftliche Zusammenarbeit und Entwicklung ernannt. Im Juni 2025 wurde er Aufsichtsratsvorsitzender der Deutschen Gesellschaft für Internationale Zusammenarbeit (GIZ).

## Kontroversen
Im Mai 2014 gab Annen zu, dass er jahrelang keine Zweitwohnungsteuer für seine Berliner Zweitwohnung gezahlt hatte. Er zahlte diese nach. Ein Ermittlungsverfahren der Staatsanwaltschaft Berlin wurde im Oktober 2014 wegen Geringfügigkeit eingestellt.
Annens Teilnahme als Staatsminister des Auswärtigen Amts an einer Jubiläumsfeier zum 40. Jahrestag der Islamischen Revolution im Iran sorgte für heftige Kritik im In- und Ausland. Die iranische Botschaft in Berlin feierte im Februar 2019 die Machtübernahme im Jahr 1979. Er reagierte auf die Kritik mit den Worten: „Ich bereue da gar nichts.“
Im Jahr 2019 blockierte Annen auf Twitter den Europa-Korrespondenten der Jerusalem Post, Benjamin Weinthal, der in der Iran-Angelegenheit kritisch berichtet hatte. Erst nach einer Abmahnung durch Weinthal hob er die Sperre auf.

## Mitgliedschaften
Seit dem Jahr 2017 ist er stellvertretendes Mitglied im Kuratorium der Bundeskanzler-Helmut-Schmidt-Stiftung. Bis zum 15. April 2018 war er ehrenamtliches Mitglied des Stiftungsrates der Stiftung Wissenschaft und Politik. Zudem ist er ehrenamtlicher Ko-Vorsitzender des Lenkungsausschusses der United Nations Innovation Technology Accelerator for Cities, ehrenamtliches Kuratoriumsmitglied des German Institute for Global and Area Studies, ehrenamtliches Kuratoriumsmitglied des Institut für Friedensforschung und Sicherheitspolitik an der Universität Hamburg, ehrenamtliches Vorstandsmitglied der Herbert und Elsbeth Weichmann-Stiftung, ehrenamtliches Mitglied des Beirates der ehemaligen Stipendiaten der Friedrich-Ebert-Stiftung, stellvertretender Vorsitzender des Forum eine Welt, ehrenamtliches Präsidiumsmitglied der Deutsche Gesellschaft für Auswärtige Politik sowie ehrenamtliches Beiratsmitglied der Atlantische Initiative. Seit November 2021 ist er außerdem Vorsitzender der Deutschen Gesellschaft e. V.

## Privates
Annen ist verheiratet und evangelischer Konfession.